# Landschaftsschutzgebiet Kulturlandschaftskomplex Gevelinghausen-Helmeringhausen-Bigge-Olsberg/Südost
Das Landschaftsschutzgebiet Kulturlandschaftskomplex Gevelinghausen-Helmeringhausen-Bigge-Olsberg/Südost mit 275,8 ha Flächengröße liegt im Stadtgebiet von Olsberg. Das Gebiet wurde 2004 vom Kreistag des Hochsauerlandkreises mit dem Landschaftsplan Olsberg als Landschaftsschutzgebiet (LSG) ausgewiesen. Das LSG wurde als eines von elf Landschaftsschutzgebieten vom Typ B Ortsrandlagen, Offenland- und Kulturlandschaftsschutz im Stadtgebiet von Olsberg ausgewiesen. Im Stadtgebiet gibt es auch ein LSG vom Typ A, Allgemeiner Landschaftsschutz und elf vom Typ C, Wiesentäler, Schutz bedeutsamer Extensivgrünländer. Das LSG besteht aus sechs Teilflächen und grenzt direkt an Siedlungsränder von Gevelinghausen, Helmeringhausen, Bigge und Olsberg. Bis auf eine kleine Teilfläche im Südosten von Olsberg, liegt das LSG westlich bis südlich von Olsberg.

## Beschreibung
Das LSG besteht aus Offenlandbereichen mit Grünland und Äckern. Der Landschaftsplan führt ferner aus: Markant ist insbesondere der Talschluss von Helmeringhausen mit der dörflich intakten Siedlungsstruktur weitgehend ohne ausufernde Neubauflächen und Zäsur durch Straßen. Das umgebende Offenland wird durchsetzt von Klein- und Obstgehölzen. Der Talschluss von Helmeringhausen weist eine noch enge, harmonische Verzahnung auf von traditioneller Siedlung und Freiraum. Das Naturschutzgebiet Helmeringhauser Bruch liegt in Talschluss von Helmeringhausen.

## Schutzzweck
Die Ausweisung erfolgte zur Sicherung der Vielfalt und Eigenart der Landschaft im Nahbereich der Ortslagen und der alten landwirtschaftlichen Vorranggebiete durch Offenhaltung. Ferner wegen der besonderen Bedeutung für die Erholung. Das LSG dient laut Landschaftsplan auch der Aufrechterhaltung der reizvollen Sichtbeziehungen zur markanten Felskulisse der Bruchhauser Steine.

## Rechtliche Vorschriften
Wie in den anderen Landschaftsschutzgebieten im Stadtgebiet besteht im LSG ein Verbot, Bauwerke zu errichten. Vom Verbot ausgenommen sind Bauvorhaben für Gartenbaubetriebe, Land- und Forstwirtschaft. Die Untere Naturschutzbehörde kann Ausnahmegenehmigungen für Bauten aller Art erteilen. Wie in den anderen Landschaftsschutzgebieten vom Typ B in Olsberg besteht im LSG ein Verbot der Erstaufforstung und Weihnachtsbaum-, Schmuckreisig- und Baumschul-Kulturen anzulegen.
Wie in allen Landschaftsplangebieten vom Typ B und Typ C im Stadtgebiet besteht das Gebot, das LSG durch landwirtschaftliche Nutzung oder durch Pflegemaßnahmen von einer Bewaldung freizuhalten.